# Bray Studios (UK)
I Bray Studios sono una società britannica che si occupa di televisione e cinema.
La sede è ubicata vicino a Maidenhead nel Berkshire, in Inghilterra.
I Bray Studios sono conosciuti per la collaborazione con la Hammer Film Productions e la Amicus Production.